# Parazinho
Parazinho é um município no estado do Rio Grande do Norte, Brasil.

## Histórico
O povoado nasceu numa simples fazenda de gado edificada em terreno seco e com difícil acesso à água, porém localizado numa área de grande produção algodoeira, núcleo de convergência das safras da Serra Verde. Com a alta produção do algodão na região que tinha à frente o dinâmico líder João Severiano da Câmara, o território começava a crescer com o grande número de pessoas que lá chegavam e que transformaram o povoado num acampamento mercantilista, centro de negócios e escritório comercial, lugar que recebia e expedia o algodão para a sede do município.
No ano de 1930, o povoado de Parazinho já contava com a infraestrutura de poço tubular, capela, escola e mais de 500 habitantes. O comércio se tornara mais intenso e já contava com armazéns, lojas e a realização de concorridas feiras.
Entretanto, há uma outra opinião histórica, reproduzida por moradores antigos de João Câmara e região, no discurso, o conhecimento popular afirma que famílias descendentes de militares holandeses desertores, que durante o domínio holandês, se uniram com nativos - índios, descendentes de portugueses e de franceses -, e que, após as tropas holandesas serem expulsas por Portugal, a perseguição religiosa por parte da Igreja Católica contra os holandeses (os holandeses eram, em sua maioria, calvinistas), que constituíram família, e fizeram do Rio Grande do Norte sua casa, obrigaram os holandeses irem para o interior do estado, saindo da região canavieira de Ferreiro Torto,  Cunhaú, Uruaçu, Extremoz e Guaraíras.
Uma dessas famílias que migraram para o interior, para a região do Seridó, foram a família Utrecht, sangue puros holandeses, que por segurança, adotaram o sobrenome Dutra, sobrenome aportuguesado, ibérico.
As gerações seguintes dos Dutra foram os Bezerra, Freitas, Avelino, Barbosa, por conta dos casamentos. Que se espalharam pelo interior do estado, chegando os Avelino e os Bezerra de Freitas na região da Baixa Verde, como posseiros e agricultores de algodão e agave, fizeram suas casas de pau a pique (barro e madeira), no Centro de Parazinho, Exu Queimado, Assentamento e Limão.
Em 8 de maio de 1962, através da Lei nº 2.753, Parazinho desmembrou-se de Baixa Verde (hoje João Câmara), e tornou-se município.

## Geografia
Limita-se com Caiçara do Norte, São Bento do Norte e Pedra Grande; João Câmara a sul; São Miguel do Gostoso a leste e Jandaíra a oeste. Ocupa 231,007 km² de área (0,4374% da superfície estadual), dos quais 1,3782 km² constituem a área urbana.
O relevo local é plano e está inserido na Chapada da Serra Verde, entre os tabuleiros costeiros e o embasamento cristalino, este chamado de "sertão de pedras". A geologia é marcada por sedimentos da formação Jandaíra e do Grupo Barreiros, ambos na área de abrangência da Bacia Potiguar, originária da Idade Cretácea, há cerca de 80 milhões de anos. Quanto aos solos, predominam o cambissolo e as areias quartzosas, esta última chamada de neossolo no atual Sistema Brasileiro de Classificação de Solos, ocorrendo também o solo podzólico vermelho-amarelo equivalente eutrófico ou luvissolo.
Na hidrografia, todo o município se situa na faixa litorânea leste de escoamento difuso, com pequenos corpos hídricos que escoam em direção ao oceano, sem que haja uma área de drenagem delimitada pelos divisores de águas como nas bacias hidrográficas. O clima, por sua vez, é semiárido, com chuvas concentradas entre março e julho. Segundo dados da Empresa de Pesquisa Agropecuária do Rio Grande do Norte (EMPARN), que possui dados pluviométricos de Parazinho desde 1992, o maior acumulado em 24 horas atingiu 190,5 mm em 7 de julho de 2018.
| Dados climatológicos para Parazinho                                                                 | Dados climatológicos para Parazinho | Dados climatológicos para Parazinho | Dados climatológicos para Parazinho | Dados climatológicos para Parazinho | Dados climatológicos para Parazinho | Dados climatológicos para Parazinho | Dados climatológicos para Parazinho | Dados climatológicos para Parazinho | Dados climatológicos para Parazinho | Dados climatológicos para Parazinho | Dados climatológicos para Parazinho | Dados climatológicos para Parazinho | Dados climatológicos para Parazinho |
| Mês                                                                                                 | Jan                                 | Fev                                 | Mar                                 | Abr                                 | Mai                                 | Jun                                 | Jul                                 | Ago                                 | Set                                 | Out                                 | Nov                                 | Dez                                 | Ano                                 |
| --------------------------------------------------------------------------------------------------- | ----------------------------------- | ----------------------------------- | ----------------------------------- | ----------------------------------- | ----------------------------------- | ----------------------------------- | ----------------------------------- | ----------------------------------- | ----------------------------------- | ----------------------------------- | ----------------------------------- | ----------------------------------- | ----------------------------------- |
| Temperatura máxima recorde (°C)                                                                     | 35,1                                | 36,5                                | 34,5                                | 33,7                                | 34,5                                | 33,8                                | 34,2                                | 34,7                                | 35                                  | 35,7                                | 35,9                                | 35,5                                | 36,5                                |
| Temperatura mínima recorde (°C)                                                                     | 22,1                                | 21,1                                | 22,6                                | 21,9                                | 21,2                                | 20,9                                | 21,1                                | 20,1                                | 20,3                                | 21,4                                | 22,3                                | 22,4                                | 20,1                                |
| Precipitação (mm)                                                                                   | 64,4                                | 58,9                                | 114,8                               | 126,5                               | 66,3                                | 56                                  | 77,1                                | 6,5                                 | 7                                   | 3                                   | 0,3                                 | 2,7                                 | 583,5                               |
| Fonte: EMPARN (médias de precipitação: 1992-2020; recordes de temperatura: 23/07/2021 a 04/09/2023) |                                     |                                     |                                     |                                     |                                     |                                     |                                     |                                     |                                     |                                     |                                     |                                     |                                     |